# 阿尔弗雷德·考尔德科特
阿尔弗雷德·考尔德科特（/ˈkɔːldəˌkɑːt/，1850年11月9日—1936年2月8日）是一位英国哲学家和历史学家，主要作品有《大英殖民帝国》（English Colonialism and the Empire，1891年）等。